# جوهانی
جوهانی، روستایی در دهستان لاشار جنوبی بخش پیپ شهرستان لاشار در استان سیستان و بلوچستان ایران است.

## جمعیت
بر پایه سرشماری عمومی نفوس و مسکن در سال ۱۳۹۵، جمعیت این روستا برابر با ۶۷ نفر (۲۲ خانوار) بوده‌است.